# Veliki Potočec
Veliki Potočec – wieś w Chorwacji, w żupanii kopriwnicko-kriżewczyńskiej, w mieście Križevci. W 2011 roku liczyła 399 mieszkańców.